# Metal symphonique
 (janvier 2024).
Si vous disposez d'ouvrages ou d'articles de référence ou si vous connaissez des sites web de qualité traitant du thème abordé ici, merci de compléter l'article en donnant les références utiles à sa vérifiabilité et en les liant à la section « Notes et références ».
Genres dérivés
Black metal symphonique
Le metal symphonique est un sous-genre du heavy metal associant différentes caractéristiques de ce genre, incluant batterie et guitare, à divers arrangements d'inspiration orchestrale marqués par l'influence importante de la musique orchestrale de film ainsi que de la musique classique. Le terme « symphonique » (ou « orchestral ») est ici une description informelle car beaucoup de groupes ne s'appuient pas réellement sur des structures proprement symphoniques : ces groupes n'entendent pas écrire de véritables symphonies au sens strict du terme, mais des chansons s'inspirant des atmosphères et du souffle épique de certaines partitions orchestrales. Par ailleurs, seuls quelques groupes ont véritablement recours à des ensembles orchestraux, par exemple le London Symphony Orchestra avec l'album Once du groupe Nightwish, ou encore le Metropole Orchestra avec le live Black Symphony du groupe Within Temptation. Avec son compositeur Luca Turilli, le groupe italien Rhapsody, puis Luca Turilli's Rhapsody, en est l'un des principaux créateurs.
La grande majorité des groupes de metal symphonique ont le plus généralement recours à des claviers ou à des échantillons sonores, plutôt qu'à des orchestres pour suggérer les ambiances symphoniques. Le terme symphonique veut donc ici simplement dire que ces musiques cherchent à invoquer une part du caractère grandiose et majestueux de la musique symphonique.

## Caractéristiques

### Musique
Le metal symphonique se caractérise par une alliance entre des structures de heavy metal et des arrangements orchestraux de musique classique, qu'il s'agisse d'orchestres de chambre ou d'orchestres symphoniques (également appelés philharmoniques). Les groupes de metal symphonique reprennent les bases d'une forme de heavy metal pour les associer à des instrumentations réelles ou samplées rappelant plus ou moins, la musique orchestrale, tout particulièrement les bandes sons hollywoodiennes. Les groupes de metal symphonique s'inspirent aussi dans une certaine mesure de la musique baroque et classique comme celles de Vivaldi ou de Mozart. Ils peuvent occasionnellement y ajouter des mélopées folkloriques ou traditionnelles pour suggérer un caractère champêtre dans leur description épique.
L'usage de claviers et de samples (imitant des instruments classiques à cordes, ou à vent) est assez fréquent. L'usage de violon, de violoncelle, de flûte ou simplement du piano est également fréquent. Ces mélodies sont souvent associées à un ensemble vocal. Malgré ces influences, le metal symphonique n'est pas à proprement parler un héritier de la musique classique. Ces deux musiques n'appartiennent pas à la même tradition d'écriture. Le classique se rattache généralement à la tradition de la musique savante tandis que le metal se rattache plutôt à la musique populaire. Ce sont en fait les courants attachés au vaste mouvement de la musique contemporaine qui descendent du classicisme historique. L'idée d'intégrer des structures à caractère orchestral dans le metal est souvent associée à une image de puissance déjà présente dans la musique classique. La plupart des groupes essayent d'insuffler à leur musique un ton épique et majestueux. Ces parties « symphoniques » (qui peuvent être laissées comme telles, dans les introductions d'albums par exemple) fusionnent presque tout le temps avec du metal et des morceaux batterie et de guitare qui donnent du rythme et renforcent le caractère emphatique des compositions.

### Thèmes
L'univers du metal symphonique réunit des thématiques communes au reste du heavy metal, suivant le style de metal dominant du groupe (la misanthropie et éventuellement le satanisme pour des groupes orienté black metal, l'amour et la mort pour des groupes orientés metal gothique, l'héroïsme pour le heavy metal traditionnel, la guerre et la violence pour le death metal), mais il est une constante, à savoir l'imaginaire mythologique (mythologiques scandinaves, celtiques, orientales, sud-américaines), le fantastique et l'univers médiéval. Les chansons parlent souvent d'histoires fantastiques, mythologiques ou médiévales. Toutefois, certains groupes dépassent le simple imaginaire pour aborder des questions plus profondes sur le monde actuel, comme la violence, l'écologie et la religion.
Le rapport à la nature est aussi un thème majeur de ce style de musique. Dans Aquarius tiré de l'album The Silent Force de Within Temptation, et dans The Islander de l'album Dark Passion Play ainsi que Ocean Soul de l'album Century Child (voir les paroles) de Nightwish, est évoqué le rapport entre l'homme et la mer. Dans l'album Mother Earth (2001) de Within Temptation, il est aussi très souvent fait référence à la nature, avec les chansons Mother Earth, Ice Queen, In Perfect Harmony, et World of Make Believe, comme évoquent les titres. Le groupe Nightwish possède un univers fantastique unique, avec des chansons représentatives comme Ghost Love Score, The Poet and the Pendulum et Wishmaster. Rhapsody of Fire, dont toute la discographie est un long voyage épique d'inspiration médiévale à travers les mondes enchantés (Enchanted Lands), raconte les histoires de preux chevaliers qui se battent sans fin contre les démons. Pour exemple, The mystic Prophecy of the Demon Knight ou l'album Symphony of Enchanted Lands. Epica possède des textes qui interrogent constamment le monde et la vie, le rapport entre dieux et humains dans The Divine Conspiracy, allant au-delà du simple thème Donjons et Dragons. The Silent Force, de Within Temptation, est également, de par ses thèmes flous, un album allégorique, qui préfère parler de « peur de l'inconnu » pour parler par exemple du racisme, où « j'ai peur que bientôt tu révèles ton esprit dangereux » pour évoquer, pourquoi pas, la peur de la folie de l'Homme, repris dans A Dangerous Mind de l'album The Silent Force.

### Chant

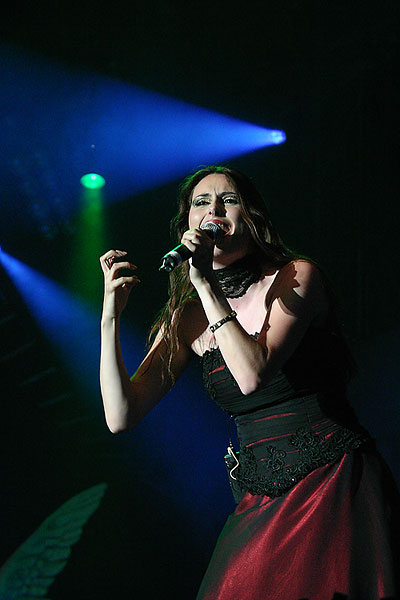
Sharon den Adel, de Within Temptation, groupe catégorisé dans la musique symphonique.

Au niveau du chant, le metal symphonique favorise un vaste panel de techniques vocales existantes. La plupart des groupes accordent une place importante au travail et à la technicité vocale. En termes de chant masculin, le metal symphonique peut faire appel au chant mélodique en falsetto typique du power metal, le chant grave et monocorde typique de la musique gothique, le chant écorché et rocailleux (d'origine thrash) ou le chant guttural (grunts ou growls). Certains chanteurs ont des voix particulières combinant toutes ces caractéristiques, comme Kamijo de Versailles (groupe japonais) par exemple, qui chantait auparavant uniquement en falsetto, mais chante désormais dans un registre plus lyrique voire guttural, mêlant des sonorités gothiques et d'opéra. 
En ce qui concerne le répertoire vocal féminin, le chant lyrique est souvent privilégié. D'autres approches vocales peuvent aussi être sollicitées (notamment le chant éthéré de type heavenly voices et metal gothique ou le style de chant pop). Les tendances les plus importantes du metal symphonique sont celles qui, inspirées par le metal gothique et le heavy metal, privilégient le chant féminin, comme le chant lyrique pionnier de Tarja Turunen, l'ex-chanteuse chez Nightwish, ou Simone Simons chez Epica. Mais d'autres chanteuses peuvent parfois aussi privilégier une technique de chant plus standard à la musique populaire, comme Sharon den Adel de Within Temptation. D'autres tendances favorisent au contraire une approche vocale plus traditionnelle du metal en utilisant des chants masculins propres au heavy metal traditionnel souvent en fausset, comme chez Rhapsody of Fire. Les tendances du metal symphonique extrêmes liées au death metal et au black metal, ont recours quant à elles à des techniques de chant comme le grunt de type death ou le chant crié de type black.

## Histoire
Le groupe de thrash metal Believer peut être cité comme pionnier du genre metal symphonique, dont la chanson Dies Irae, issue de leur album Sanity Obscure, sorti en 1991, fait une première approche symphonique, la même qu'utiliseront les groupes Therion et Nightwish. Selon Jeff Wagner, dans son ouvrage Mean Deviation, la chanson est un tournant créatif du metal, et à l'exception de Mekong Delta, aucun autre groupe de metal extrême à cette époque ne fusionnait aussi bien la musique classique.

## Débats
Le metal symphonique est  souvent traité comme un sous-genre global et uniforme du metal d'une façon générale. Mais cette approche est souvent sujette à débat, à savoir considérer le metal symphonique comme un véritable genre à part entière. Du fait de la multiplicité de ses bases metal, certains[Qui ?] préfèrent voir le metal symphonique comme une adjonction stylistique dépendant d'autres styles déjà existants que comme un véritable genre autonome à part entière. Cette approche n'implique pas que le metal symphonique n'existe pas (tout le monde s'accorde sur l'existence de cette tendance), mais simplement qu'il est trop hétérogène pour constituer un genre uniforme autonome[réf. nécessaire].

## Différences avec le metal néo-classique
Bien que les deux genres soit confondus par le fait qu'ils aient une approche similaire (à savoir mélanger le metal à des influences classiques) le metal néo-classique et le metal symphonique se distinguent par un certain nombre de points. En effet, le metal néo-classique privilégie la virtuosité et l’inspiration classique dans un jeu essentiellement guitaristique, alors que le metal symphonique privilégie l'instrumentation classique (même simulée) en harmonie avec une base metal. Cependant, certains guitaristes de metal symphonique (comme Luca Turilli) n'hésitent pas à intégrer des parties néo-classiques à leurs morceaux[réf. nécessaire].
Le metal néo-classique reste proche dans ses arrangements, sinon dans l’esprit, du heavy metal traditionnel et du hard rock, (mais aussi du power metal dans certains cas). Le metal symphonique, quant à lui, se caractérise plutôt par la diversité de sa base metal (power metal, black, mais aussi heavy, gothique, doom, voire folk metal). Les groupes de néoclassique cherchent à marier le metal traditionnel à des éléments d’écriture classique tel que l’emploi de la gamme mineure harmonique ou de marche harmonique alors que les groupes de metal symphonique s’intéressent moins à ces données d’écriture classique qu’aux arrangements d’inspiration orchestrale.
Les groupes de metal symphonique cherchent en effet souvent à traduire un souffle épique et un imaginaire qu’on trouve dans les bandes originales de films alors que le metal néo-classique cherche avant tout à invoquer l’esprit des compositeurs classiques, tout particulièrement ceux réputés pour l’écriture de pièces pour virtuoses.